# 高坂知武
高坂知武（1901年4月3日－1997年7月29日），國立台灣大學農業工程學系教授，台大管弦樂團指導老師，台大合唱團創辦人之一，為二戰後留於台灣任教的數位日籍教授之一，與磯永吉、松本巍教授三位為在台灣服務時間最長的教授。

## 生平
高坂知武，1901年生於日本山形縣，1925年畢業於日本九州帝國大學農學部，1930年來到台灣台北帝國大學擔任農業工學講座助理教授。1945年第二次世界大戰後，台北帝大改制為國立台灣大學。因為戰後初期教學資源缺乏，遂留於台灣繼續任教，原本的農業工學講座更名為農業工程學系，高坂知武成為該系的教授。而因為當時農工系機械組僅高坂一位教授，因此開課門數十分驚人，舉凡農業機械概論、農機特論、農機試驗、農村電化、水力機械、機械動力、電工學要領等。
二戰後，中國大陸的學生增加，當時五十歲的高坂知武教授開使在授課空檔學習中文，而他使用的講義也是內文多為漢字，他自編自刻鋼版講義，可見他的教學熱忱。
他的教學化理論為實作，常親自示範機具的使用，也在教學中摻入人生哲理與態度，他的學生在回憶錄中第一句便說「對人生態度方面，影響我最深切的，除了父母外，要算高坂先生了」。
專業學術教學之外，高坂教授對於音樂方面也有所通曉，甚至精通各項弦樂器，在當時學生間有弦樂萬能博士的稱號，在台大任教期間，繁忙的教學工作外更參與創辦了台大管弦樂團及台大合唱團，並親自擔任管絃樂團的指導老師直到他離開台灣的前一年(1982)，而他的宿舍(溫州街20巷2號)更為他的學生當時常常聚會的地點。高坂教授甚至會自行修理提琴，也都是在他的教職員宿舍中完成。1973年，高坂教授退休，但仍以兼任教授之職繼續任教長達七年的時間，直到1983年返回日本，在台大服務超過50年。1987年為頒發獎學金最後一次回到台灣，10月24日台大管弦樂團舉辦迎新高坂教授音樂會。台大農業機械工程學系（原台大農工系機械組，現為台大生物機電工程學系）為了紀念他對台大的付出與貢獻，遂將1989年新落成的教學館命名為知武館，是全校第一棟以校內教師為名的建築物。1997年高坂知武在日本千葉縣柏市逝世，享年97歲。而在他逝世後一年(1998年)農機系蒐集整理其手稿、作品、照片等文獻，並在知武館內設立了高坂教授紀念室，將物品展示其中(當時所用的講義刻版亦在其中)，這間紀念室也是全台大第一間為了紀念教授而成立的紀念室。

## 成就與貢獻

### 學術領域
在教學上，他是三位留台日籍教授中留任最久的一位，除了教學的熱忱外，他對於台灣的農業機械化，也有顯著的貢獻。
他在台灣的期間，擔任了中國農業機械公司的顧問，該公司在1960年底在臺北松山設廠，也是台灣第一家農機研發製造公司，專門針對農機具的改良。因為當時台灣實施耕者有其田的制度，台灣農村人力因為工商業發展而流失，因此必須以機具的機械化達到提高生效率的效果。高坂教授擔任顧問後，延攬臺灣大學、成功大學、中興大學、屏東農專、臺北工專等校畢業生從事研發工作，並發明了新型耕耘機、噴灑灌溉機具、插秧機、動力微粒噴霧粉機、乾燥機等現代機具。直到1985年，臺灣農作業機械化程度已達98%，從整地、插秧播種、田間管理、收穫到乾燥等方式全部更新，高坂教授的參與有著莫大的貢獻，堪稱台灣農業機械化的火車頭，吳維健也說道：「在民國35年，全中國還沒有一所大學有農機系，當時中國大陸與臺灣的農業都使用人畜力。農機很少人學，更少人教。由於高坂教授的指導，我們才知道亞洲農業必將隨歐美走向機械化。」。

### 藝文領域
教學之外，高坂教授也擔任了台大管弦樂團的顧問兼指揮兼指導老師，他對於音樂的造詣與貢獻也可圈可點。因為母親為提琴家，高坂教授對各種提琴類均無師自通，對於音樂的天分，不言而喻。
從台北帝大時期開始，1934年起由高坂教授接任音樂部部長直到終戰之後，1963年年高坂教授成立臺大管絃樂團，1964年參與台大合唱團的成立，1968年也參與了台大交響樂團的成立，對於臺灣大學的音樂之苗參與極為熱心，甚至從顧問、指揮、編曲到親自演出通通參與過，而因為他能夠演奏各種弦樂樂器，在當時甚至尊稱他為弦樂萬能博士。除了校內的音樂貢獻，他也參與了中華絃樂團（1958-）、中國青年管絃樂團（1965-）、臺北室內交響樂團（1966），及臺北室內樂研究社（1966）等的演出，在忙碌的教學空檔中對於音樂依舊保有高度的熱忱。

### 其他領域
高坂教授在1983年返回日本後並非與台大從此斷線，他在1987年用他的薪水成立了高坂知武教授獎學金獎勵學生的學習。
高坂教授也接受農復會委託調查，完成《一九五二年臺灣省農機具調查報告》已得知臺灣農村傳統農機具使用情形，該調查是1920年臺灣總督府《臺灣之農具》之後的第二次普查，蒐集了11大類共159種傳統農機具，完整記錄了各個農機具的規格、用途、特點、使用方法，並攝影存真。